# Yui Ohashi
Yui Ohashi (Japans: 大橋 悠依) (Hikone, 18 oktober 1995) is een Japanse zwemster. 

## Carrière
Bij haar internationale debuut, op de wereldkampioenschappen kortebaanzwemmen 2016 in Windsor, eindigde Ohashi als zesde op de 400 meter wisselslag en als zevende op de 200 meter wisselslag, daarnaast strandde ze in de halve finales van de 100 meter wisselslag.
Op de wereldkampioenschappen zwemmen 2017 in Boedapest veroverde de Japanse de zilveren medaille op de 200 meter wisselslag, op de 400 meter wisselslag eindigde ze op de vierde plaats. 
Tijdens de Pan-Pacifische kampioenschappen zwemmen 2018 in Tokio behaalde ze de gouden medaille op zowel de 200 als de 400 meter wisselslag, samen met Chihiro Igarashi, Rikako Ikee en Rio Shirai eindigde ze als vierde op de 4×200 meter vrije slag. In Jakarta nam Ohashi deel aan de Aziatische Spelen 2018. Op dit toernooi sleepte ze de gouden medaille op de 400 meter wisselslag en de zilveren medaille op de 200 meter wisselslag in de wacht, daarnaast eindigde ze als vierde op de 200 meter vrije slag. Op de 4×200 meter vrije slag legde ze samen met Chihiro Igarashi, Rikako Ikee en Rio Shirai beslag op de zilveren medaille.
Op de wereldkampioenschappen zwemmen 2019 in Gwangju veroverde de Japanse de bronzen medaille op de 400 meter wisselslag, daarnaast werd ze gediskwalificeerd in de finale van de 200 meter wisselslag.

## Internationale toernooien
| Jaar | Olympische Spelen | WK langebaan                          | WK kortebaan                                              | PanPacs                                                  | Aziatische Spelen                                                          |
| ---- | ----------------- | ------------------------------------- | --------------------------------------------------------- | -------------------------------------------------------- | -------------------------------------------------------------------------- |
| 2016 | geen deelname     |                                       | 14e 100m wisselslag 7e 200m wisselslag 6e 400m wisselslag |                                                          |                                                                            |
| 2017 |                   | 200m wisselslag · 4e 400m wisselslag  |                                                           |                                                          |                                                                            |
| 2018 |                   |                                       | geen deelname                                             | 200m wisselslag · 400m wisselslag · 4e 4×200m vrije slag | 4e 200m vrije slag · 200m wisselslag · 400m wisselslag · 4×200m vrije slag |
| 2019 |                   | DSQ 200m wisselslag · 400m wisselslag |                                                           |                                                          |                                                                            |

## Persoonlijke records
Bijgewerkt tot en met 28 juli 2019
Kortebaan
| Afstand         | Tijd    | Datum            | Plaats   |
| --------------- | ------- | ---------------- | -------- |
| 200m wisselslag | 2.06,42 | 21 december 2017 | Lausanne |
| 400m wisselslag | 4.24,03 | 20 december 2017 | Lausanne |

Langebaan
| Afstand         | Tijd    | Datum        | Plaats    |
| --------------- | ------- | ------------ | --------- |
| 200m wisselslag | 2.07,91 | 24 juli 2017 | Boedapest |
| 400m wisselslag | 4.32,33 | 28 juli 2019 | Gwangju   |